# بوبروونیکی (شهرستان سوکوئکا)
بوبرووْنیکی (به لهستانی:  Bobrowniki) یک روستا در لهستان است که در گمینا سوکوئکا واقع شده‌است.